# カーラ・エスパルザ
カーラ・エスパルザ（Carla Esparza、1987年10月10日 - ）は、アメリカ合衆国の女性総合格闘家。カリフォルニア州トーランス出身。チーム・オーヤマ所属。元UFC世界女子ストロー級王者。The Ultimate Fighter 20優勝。

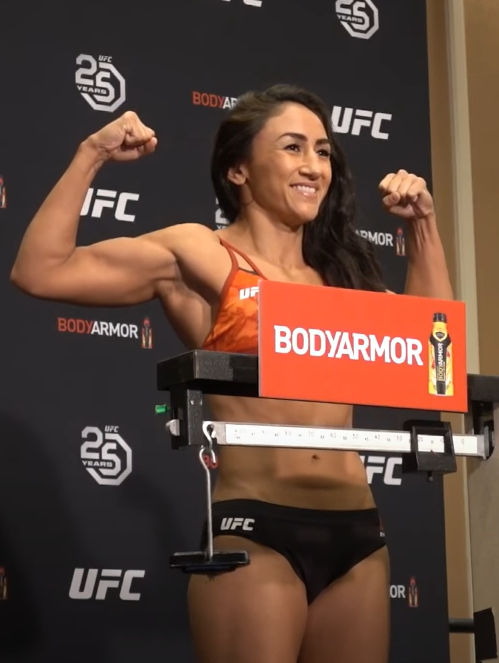
計量時のエスパルザ

## 来歴
レドンド・ユニオン高校時代にレスリングと総合格闘技を始め、レスリングで優秀な成績を上げ奨学生としてメンロー大学に進学。大学時代にヘナー・グレイシーの下でブラジリアン柔術を始めた。
2010年2月19日、総合格闘技デビュー。
2010年8月12日、Bellator 24で藤井惠とBellator女子115ポンド級（-52㎏）トーナメント1回戦で対戦し、2ラウンド腕ひしぎ十字固めで敗戦。
2010年12月10日、ニーナ・アンサロフと対戦し、2-1で判定勝ち。
2011年6月25日、Bellator 46でジェシカ・アギラーと対戦し、1-2の判定で敗戦。
2011年12月2日、フェリス・ヘリッグと対戦し、3-0の判定勝利。

### Invicta FC
2012年7月28日、Invicta FC 2でサラ・シュナイダーと対戦し、パウンドでTKO勝利。
2013年1月5日、Invicta FC 4で行われた初代Invicta FCストロー級王座決定戦でベック・ハイアットと対戦し、3-0の5R判定勝ちを収め王座獲得に成功した。

### The Ultimate Fighter
2014年9月、リアリティ番組「The Ultimate Fighter」のシーズン20に出場。第1シードに選ばれアンソニー・ペティスのチームに所属。女子ストロー級トーナメントの1回戦でアンジェラ・ヒル、準々決勝でティーシャ・トーレス、準決勝でジェシカ・ペネに勝利し、決勝進出を果たした。

### UFC
2014年12月12日、The Ultimate Fighter 20 Finaleの女子ストロー級トーナメント決勝でローズ・ナマユナスと対戦し、リアネイキドチョークで一本勝ちを収めトーナメント優勝を果たすと共に、初代UFC世界女子ストロー級王者に認定された。パフォーマンス・オブ・ザ・ナイトを受賞した。
2015年3月14日、UFC 185のUFC世界女子ストロー級タイトルマッチで女子ストロー級ランキング1位の挑戦者ヨアナ・イェンジェイチックと対戦し、パンチラッシュでKO負けを喫し王座陥落した。
肩の手術を受けたため療養期間を1年ほど取った。
2016年4月23日、UFC 197で女子ストロー級ランキング14位のジュリアナ・リマと対戦し、判定勝利。
2017年6月25日、UFC Fight Night: Chiesa vs. Leeで女子ストロー級ランキング10位のマリーナ・モロズと対戦し、判定勝ちを収めた。
2017年12月30日、UFC 219で女子ストロー級ランキング6位のシンシア・カルビーロと対戦し、判定勝ち。
2018年6月9日、UFC 225で女子ストロー級ランキング3位のクラウディア・ガデーリャと対戦し、1-2の判定負け。
2018年9月8日、UFC 228で女子ストロー級ランキング9位のタチアナ・スアレスと対戦し、TKO負け。
2019年9月21日、UFC Fight Night: Rodríguez vs. Stephensで女子ストロー級ランキング9位のアレクサ・グラッソと対戦し、2-0で判定勝ち。ファイト・オブ・ザ・ナイトを受賞した。
2020年5月9日、UFC 249で女子ストロー級ランキング8位のミシェル・ウォーターソンと対戦し、2-1の判定勝ち。
2020年7月26日、UFC on ESPN: Whittaker vs. Tillで女子ストロー級ランキング9位のマリナ・ロドリゲスと対戦し、2-1の判定勝ち。
2021年5月22日、UFC Fight Night: Font vs. Garbrandtで女子ストロー級ランキング3位のヤン・シャオナンと対戦し、パウンドで2RTKO勝ち。パフォーマンス・オブ・ザ・ナイトを受賞した。
2022年5月7日、UFC 274のUFC世界女子ストロー級タイトルマッチで王者ローズ・ナマユナスに挑戦し、2-1の5R判定勝ち。王座再獲得に成功した。
2022年11月12日、UFC 281のUFC世界女子ストロー級タイトルマッチでストロー級ランキング2位の挑戦者ジャン・ウェイリーと対戦し、リアネイキドチョークで2R一本負け。王座から陥落した。
2024年10月5日、約2年ぶりの復帰戦となったUFC 307でティーシャ・トーレスと対戦し、0-3の判定負け。試合後に引退を発表した。

## 戦績

### 総合格闘技
| 総合格闘技 戦績 | 総合格闘技 戦績 | 総合格闘技 戦績 | 総合格闘技 戦績 | 総合格闘技 戦績 | 総合格闘技 戦績 | 総合格闘技 戦績 |
| --------------- | --------------- | --------------- | --------------- | --------------- | --------------- | --------------- |
| 27 試合         | (T)KO           | 一本            | 判定            | その他          | 引き分け        | 無効試合        |
| 19 勝           | 4               | 4               | 11              | 0               | 0               | 0               |
| 8 敗            | 2               | 2               | 4               | 0               | 0               | 0               |

| 勝敗 | 対戦相手                   | 試合結果                         | 大会名                                                                | 開催年月日     |
| ×    | ティーシャ・トーレス       | 5分3R終了 判定0-3                | UFC 307: Pereira vs. Rountree                                         | 2024年10月5日  |
| ×    | ジャン・ウェイリー         | 2R 1:05 リアネイキドチョーク     | UFC 281: Adesanya vs. Pereira 【UFC世界女子ストロー級タイトルマッチ】 | 2022年11月12日 |
| ○    | ローズ・ナマユナス         | 5分5R終了 判定2-1                | UFC 274: Oliveira vs. Gaethje 【UFC世界女子ストロー級タイトルマッチ】 | 2022年5月7日   |
| ○    | ヤン・シャオナン           | 2R 2:59 TKO（パウンド）          | UFC Fight Night: Font vs. Garbrandt                                   | 2021年5月22日  |
| ○    | マリナ・ロドリゲス         | 5分3R終了 判定2-1                | UFC on ESPN 14: Whittaker vs. Till                                    | 2020年7月26日  |
| ○    | ミシェル・ウォーターソン   | 5分3R終了 判定2-1                | UFC 249: Ferguson vs. Gaethje                                         | 2020年5月9日   |
| ○    | アレクサ・グラッソ         | 5分3R終了 判定2-0                | UFC Fight Night: Rodríguez vs. Stephens                               | 2019年9月21日  |
| ○    | ビルナ・ジャンジロバ       | 5分3R終了 判定3-0                | UFC Fight Night: Jacaré vs. Hermansson                                | 2019年4月27日  |
| ×    | タチアナ・スアレス         | 3R 4:33 TKO（パウンド＆肘打ち）  | UFC 228: Woodley vs. Till                                             | 2018年9月8日   |
| ×    | クラウディア・ガデーリャ   | 5分3R終了 判定1-2                | UFC 225: Whittaker vs. Romero 2                                       | 2018年6月9日   |
| ○    | シンシア・カルビーロ       | 5分3R終了 判定3-0                | UFC 219: Cyborg vs. Holm                                              | 2017年12月30日 |
| ○    | マリーナ・モロズ           | 5分3R終了 判定3-0                | UFC Fight Night: Chiesa vs. Lee                                       | 2017年6月25日  |
| ×    | ランダ・マルコス           | 5分3R終了 判定1-2                | UFC Fight Night: Lewis vs. Browne                                     | 2017年2月19日  |
| ○    | ジュリアナ・リマ           | 5分3R終了 判定3-0                | UFC 197: Jones vs. St. Preux                                          | 2016年4月23日  |
| ×    | ヨアナ・イェンジェイチック | 2R 4:17 KO（スタンドパンチ連打） | UFC 185: Pettis vs. dos Anjos 【UFC世界女子ストロー級タイトルマッチ】 | 2015年3月14日  |
| ○    | ローズ・ナマユナス         | 3R 1:26 リアネイキドチョーク     | The Ultimate Fighter 20 Finale 【女子ストロー級トーナメント 決勝】    | 2014年12月12日 |
| ○    | ベック・ハイアット         | 5分5R終了 判定3-0                | Invicta FC 4: Esparza vs. Hyatt 【Invicta FCストロー級王座決定戦】    | 2013年1月5日   |
| ○    | リン・アルバレス           | 1R 2:53 TKO（パウンド）          | Invicta FC 3: Penne vs. Sugiyama                                      | 2012年10月6日  |
| ○    | サラ・シュナイダー         | 2R 4:28 TKO（パウンド）          | Invicta FC 2: Baszler vs. McMann                                      | 2012年7月28日  |
| ○    | フェリス・ヘリッグ         | 5分3R終了 判定3-0                | XFC 15: Tribute                                                       | 2011年12月2日  |
| ×    | ジェシカ・アギラー         | 5分3R終了 判定1-2                | Bellator 46                                                           | 2011年6月25日  |
| ○    | ヤディラ・アンザルデュア   | 1R 0:53 チョークスリーパー       | ECSC: Friday Night Fights 3                                           | 2011年4月15日  |
| ○    | ニーナ・アンサロフ         | 5分3R終了 判定2-1                | Crowbar MMA: Winter Brawl                                             | 2010年12月10日 |
| ×    | 藤井惠                     | 2R 0:57 腕ひしぎ十字固め         | Bellator 24 【女子115ポンド級トーナメント 1回戦】                     | 2010年8月12日  |
| ○    | レーシー・シャックマン     | 2R 2:37 チョークスリーパー       | NMEF: Ladies Night: Clash of the Titans 8                             | 2010年7月16日  |
| ○    | カリーナ・ハリナン         | 2R 2:16 チョークスリーパー       | Long Beach Fight Night 8                                              | 2010年4月18日  |
| ○    | キャシー・トロスト         | 1R 0:48 TKO（パンチ）            | Respect in the Cage 3                                                 | 2010年2月19日  |

### 総合格闘技エキシビション
| 勝敗 | 対戦相手             | 試合結果                     | 大会名                                           | 開催年月日    |
| ○    | ジェシカ・ペネ       | 5分3R終了 判定3-0            | The Ultimate Fighter: A Champion Will Be Crowned | 2014年8月14日 |
| ○    | ティーシャ・トーレス | 5分2R終了 判定2-0            | The Ultimate Fighter: A Champion Will Be Crowned | 2014年8月6日  |
| ○    | アンジェラ・ヒル     | 1R 3:41 リアネイキドチョーク | The Ultimate Fighter: A Champion Will Be Crowned | 2014年7月18日 |

## 獲得タイトル
- 初代Invicta FCストロー級王座（2013年）
- The Ultimate Fighter 20 女子ストロー級トーナメント 優勝（2014年）
- 初代UFC世界女子ストロー級王座（2014年）
- 第7代UFC世界女子ストロー級王座（2022年）

## 表彰
- UFC ファイト・オブ・ザ・ナイト（1回）
- UFC パフォーマンス・オブ・ザ・ナイト（2回）